# Spermacoce hockii
Spermacoce hockii là một loài thực vật có hoa trong họ Thiến thảo. Loài này được (De Wild.) Dessein mô tả khoa học đầu tiên năm 2003.